# Паскіно (Кімрський район)
Паскіно (рос. Паскино) — присілок в Кімрському районі Тверської області Російської Федерації.
Населення становить 113 осіб. Входить до складу муніципального утворення Печетовське сільське поселення.

## Історія
Від 2005 року входить до складу муніципального утворення Печетовське сільське поселення.

## Населення
| 1859 | 1887 | 2002 | 2010 |
| ---- | ---- | ---- | ---- |
| 63   | ↘53  | ↗189 | ↘113 |